# 43 Ariadne
För andra betydelser, se Ariadne (olika betydelser).
43 Ariadne är en asteroid upptäckt 15 april 1857 av den brittiske astronomen Norman Robert Pogson i Oxford. Ariadne var inom grekisk mytologi dotter till kung Minos på Kreta.
Den tillhör asteroidgruppen Flora.
Ariadne är kraftigt utsträckt, mer än dubbelt så lång på den bredaste ledden som på den smalaste. Den ser ut att vara sammansatt av två klot. Dess rotation är retrograd med sin pol ritad mot (β, λ) = (-15°, 253°) i ekliptiska koordinater vilket ger att axeln lutar 105°.

## Måne?
Ljuskurvestudier av A. Cellino m.fl. 1985 antyder att det finns en jämförelsevis stor måne till Ariadne (70x40x40 km) som har sin omloppsbana bara 85 km från Ariadne. Andra menar att det rör sig om två klot som ligger mot varandra.